# ذي منوخ (بعدان)

تعديل مصدري - تعديل

ذي منوخ محلة تابعة لقرية ضابي، التابعة لعزلة ضابي بمديرية بعدان إحدى مديريات محافظة إب في الجمهورية اليمنية، بلغ تعداد سكانها 65 حسب تعداد اليمن لعام 2004.